# Heriberto Hermes
Heriberto Hermes, nato Herbert John (Shallow Water, 25 maggio 1933 – Palmas, 3 gennaio 2018), è stato un vescovo cattolico statunitense naturalizzato brasiliano.

## Biografia
Nato il 25 maggio 1933 a Shallow Water, nel Kansas, nel 1954 fece la solenne professione di fede entrando nell'Ordine di San Benedetto.
Fu poi ordinato sacerdote benedettino il 26 maggio 1960.
Il 2 settembre 1990 fu consacrato vescovo prelato di Cristalândia. Sì ritirò per raggiunti limiti d'età il 25 febbraio 2009.

## Attività pastorale
- Vescovo accompagnatore della Pastoral da Juventude e della Pastoral do Menor per la Regione Centro-Ovest (Tocantins, Goiás, Distrito Federal e Prelatura di São Felix do Araguáia nel Mato Grosso) della CNBB.
- Vescovo accompagnatore della Pastoral da Criança (Pastorale dei bambini) e della Renovação Carismática Católica nello Stato di Tocantins, e della Comissão Pastoral da Terra nella Sub-Regione Araguaia-Tocantins.
- Extra-accompagnatore del Conselho Indigênista Missionário nello Stato di Tocantins.

## Genealogia episcopale
La genealogia episcopale è:
- Cardinale Scipione Rebiba
- Cardinale Giulio Antonio Santori
- Cardinale Girolamo Bernerio, O.P.
- Arcivescovo Galeazzo Sanvitale
- Cardinale Ludovico Ludovisi
- Cardinale Luigi Caetani
- Cardinale Ulderico Carpegna
- Cardinale Paluzzo Paluzzi Altieri degli Albertoni
- Papa Benedetto XIII
- Papa Benedetto XIV
- Papa Clemente XIII
- Cardinale Marcantonio Colonna
- Cardinale Giacinto Sigismondo Gerdil, B.
- Cardinale Giulio Maria della Somaglia
- Cardinale Carlo Odescalchi, S.I.
- Cardinale Costantino Patrizi Naro
- Cardinale Lucido Maria Parocchi
- Papa Pio X
- Cardinale Gaetano De Lai
- Cardinale Raffaele Carlo Rossi, O.C.D.
- Cardinale Amleto Giovanni Cicognani
- Arcivescovo Bryan Joseph McEntegart
- Vescovo Benedito Domingos Vito Coscia, O.F.M.
- Vescovo Mathias William Schmidt, O.S.B.
- Vescovo Heriberto John Hermes, O.S.B.